# William Ugeux
William Ugeux (Brussel, 22 februari 1909 - 13 oktober 1997), in het Belgisch Verzet gekend als Walter, was een belangrijk lid van het Verzet tijdens de Tweede Wereldoorlog en een invloedrijk persoon in de Belgische samenleving.

## Levensloop
William Ugeux was de oudste van zeven. Hij doorliep de humaniora aan het Collège Saint-Michel in Brussel en vervolgde met rechtenstudies aan de Facultés Universitaires Saint-Louis en aan de UCL.
Tijdens zijn studies leidde hij L'Universitaire catholique, het orgaan van de Générale des étudiants catholiques. Hij werd een korte tijd van de universiteit verwijderd nadat hij het pacifistisch manifest Declaratie van Oxford had ondertekend. Na in 1932 tot doctor in de rechten te zijn gepromoveerd, schreef hij zich in aan de balie van Brussel.
In 1933 trouwde hij met Andréa Vercruysse (1908-1971). Ze bleven kinderloos.
In 1934 werd hij door kardinaal Van Roey aangesteld als hoofdredacteur van de katholieke krant Le Vingtième Siècle. Hij bleef deze functie uitoefenen tot in 1940.
Tijdens de Tweede Wereldoorlog trad hij toe tot het Verzet. Van oktober 1941 tot juni 1942 leidde hij de Inlichtingendienst Zero, gesticht door Fernand Kerkhofs. Hij was ook een tijdje de hoofdredacteur van de clandestiene La Libre Belgique. In augustus 1942 werd hij in Midden-Frankrijk geparachuteerd en richtte er een post op voor de coördinatie van Belgische verzetsgroepen. Hij nam ook deel in de organisatie van een vluchtroute via de Pyreneeën.
Begin 1943 zaten de Duitsers hem op de hielen en hij nam de vlucht naar Engeland, via Spanje. Hij werd er directeur-generaal van de Belgische Staatsveiligheid, als adjunct van Fernand Lepage. Van daaruit organiseerde hij contacten met verzetsgroepen in België en bracht deze met elkaar in contact.

## Na de bevrijding
In 1945 werd Ugeux korte tijd secretaris-generaal van het Ministerie van Voorlichting. Hij was een van de medeoprichters van de Union Démocratique Belge, een nieuwe partij waarvan hij de funderingen al in Londen had helpen leggen. Hij werd hoofd van de propaganda en steunde vooral de partij door zijn artikels in La Cité Nouvelle. Het werd een mislukking.
Van 1950 tot 1955 was hij de directeur en hoofdredacteur van de christendemocratische krant La Cité, die in zekere mate de spreekbuis was van de Franstalige vleugel van het Algemeen Christelijk Werkersverbond (Mouvement Ouvrier Chrétien). De onafhankelijkheid tegenover de syndicale en politieke kringen behouden, bleek geen makkelijke opdracht.
Ugeux hield er ontgoocheld mee op en werd docent, weldra hoogleraar, aan het departement sociale communicatie van de UCL, en dit tot aan zijn emeritaat in 1980. Hij werd een grijze eminentie die binnen talrijke bestuursorganen en in informele bijeenkomsten en persoonlijke contacten een vaak geraadpleegde en invloedrijke personaliteit werd.
Hij verleende medewerking aan publicaties zoals La Relève en La Revue nouvelle. Hij leidde ook het Office de l'Information et des relations publiques pour le Congo et le Rwanda-Burundi (InforCongo) en richtte het Institut belge d'Information et de Documentation (INBEL) op, dat hij leidde tot in 1975.
In 1989 werd hij in de Belgische adel opgenomen, met de titel graaf. Hij nam als wapenspreuk: Comprendre pour servir.

## Publicaties
- Le passage de l’Iraty, Lyon, 1962.
- Les relations publiques : une fonction sociale nouvelle, Verviers, Marabout, 1973.
- André Oleffe ou le dialogue en circuit fermé, Brussel, Labor, 1973.
- Le "Groupe G" (1942-1944) : deux héros de la Résistance : Jean Burgers et Robert Leclercq, Brussel, Elsevier Séquoia, 1978.
- Histoires de Résistants, Gembloux, Duculot, 1979.
- 150 ans d’information, Brussel, 1980.
- Messages Royaux 1973-1981 - Un Choix d'allocutions De SM Le Roi Baudouin I, Brussel, Labor, 1982.